# Dineutus sinensis
Dineutus sinensis là một loài bọ cánh cứng trong họ van Gyrinidae. Loài này được Feng miêu tả khoa học năm 1935.